# Senegalese weekschildpad
De Senegalese weekschildpad (Cyclanorbis senegalensis) is een schildpad uit de familie weekschildpadden (Trionychidae).

## Naam en indeling
De wetenschappelijke naam van de soort werd voor het eerst voorgesteld door André Marie Constant Duméril & Gabriel Bibron in 1835. De schildpad werd oorspronkelijk beschreven als Cryptopus senegalensis en werd later tot de geslachten Cyclanosteus en Tetrathyra gerekend. De soortaanduiding senegalensis betekent vrij vertaald 'levend in Senegal'.

## Uiterlijke kenmerken
Het rugschild wordt ongeveer 50 centimeter lang met uitschieters tot maximaal 60 cm. Hiermee blijft de schildpad iets kleiner dan de verwante rugvlekweekschildpad (Cyclanorbis elegans). Het schild is ovaal van vorm en vrij sterk koepelvormig, het is het breedst aan de voorzijde. Het schild draagt kleine lengterichels die bestaan uit rijen bultjes. Het buikschild heeft een gele kleur met donkerte vlekken. Aan de achterzijde zijn twee flapachtige structuren gelegen die de achterpoten beschermen. Jongere dieren hebben een geelgekleurd buikschild met donkere vlekken. 
De schildkleur is grijs tot groen met vele donkere vlekjes, bij oudere exemplaren vervagen deze vlekjes geleidelijk. De schildrand is lichter van kleur. De voorpoten dragen vijf of zes halvemaanvormige plooien aan de voorzijde. De kop is middelgroot en heeft een grijze tot groene kleur aan de bovenzijde en een gemarmerde tekening aan de onderzijde. De snuitpunt is relatief kort. 
Mannetjes zijn van vrouwtjes te onderscheiden door een langere en dikkere staart.

## Levenswijze
De voortplantingstijd begint in maart tot april, er kunnen verschillende nesten worden gegraven in een seizoen. Het nest wordt tot op enkele honderden meters van de waterlijn gemaakt. De eieren hebben een witte kleur en een langwerpige vorm, ze zijn ongeveer 25 millimeter breed en 45 mm lang. Het aantal eieren varieert van zes tot 25. Als de jongen uit het ei kruipen hebben ze een schildlengte van ongeveer 45 mm. 
De jongen trekken in het natte seizoen weg waarbij ze gevangen worden door de lokale bevolking. De schildpadjes worden uitgezet in de waterbronnen van de bevolking omdat gedacht wordt dat ze het water zuiver maken. De Senegalese weekschildpad is een alleseter die dood plantaardig en dierlijk materiaal eet zoals kadavers, in het water gevallen vruchten en kleine vissen. 

## Verspreiding en habitat
De Senegalese weekschildpad komt voor in delen van centraal Afrika en leeft in de landen Benin, Equatoriaal-Guinea, Gambia, Ghana, Guinee, Guinee-Bissau, Ivoorkust, Kameroen, Liberia, Mali, Mauritanië, Nigeria, Senegal, Sierra Leone, Soedan, Togo en Tsjaad en de Centraal-Afrikaanse Republiek
Het areaal bestaat uit drie grote populaties in het westen en midden van Afrika. De populaties in noordelijk Senegal en mogelijk ook in Mauritanië zijn verdwenen als gevolg van het aanleggen van de Diama Dam in de rivier de Sénégal. De habitat bestaat voornamelijk uit stilstaande wateren zoals moerassen, meren en hoefijzermeren. 

## Beschermingsstatus
Door de internationale natuurbeschermingsorganisatie IUCN is de beschermingsstatus 'kwetsbaar' toegewezen (Vulnerable of VU).